# Powstanie Indian Guale
Powstanie Indian Guale – antyhiszpańskie powstanie Indian z plemienia Guale pod wodzą nieznanego z imienia wodza (zwanego przez Hiszpanów Juanillo, a przez historyków także Don Juanem), które wybuchło 13 września 1597 na wybrzeżu hiszpańskiej kolonii Floryda w dzisiejszym amerykańskim stanie Georgia.   
Wśród przyczyn tego (a także wcześniejszego, z lat 1570-71) powstania Indian Guale upatruje się działalność misyjną oraz akulturacyjną hiszpańskich franciszkanów – w tym walkę z tubylczymi obyczajami (jak bigamia czy nagość), tępienie "pogańskich" obrzędów i uważanych za czary tradycyjnych praktyk leczniczych) – eksploatację ekonomiczną Indian (w tym niewolnictwo) i stosowanie wobec nich surowych kar fizycznych oraz rozpowszechniane przez misjonarzy i innych kolonistów europejskich chorób, prowadzących do tragicznych w skutkach dla ludności tubylczej epidemii.
Rebelię zapoczątkowało morderstwo księdza Pedro de Carpa z Misji Nuestra Señora de Guadalupe de Tolomato (McIntosh County, Georgia), kolejną ofiarą stał się duchowny Blas Rodrigues z Misji Tupiqui, który zginął 3 dni później. Kolejne dni przyniosły nowe ofiary po stronie hiszpańskiej. Należeli do nich księża Miguel de Auñon oraz Antonio de Badajoz z Misji Guale położonej na wyspie St. Catherine (Liberty County), którzy zostali zatłuczeni na śmierć maczugami. Do listy ofiar wśród duchownych dołączył wkrótce Francisco de Veráscola, który zginął w Misji Santo Domingo de Asao położonej na wyspie St.-Simon (Glynn County), a ksiądz Francisco Dávila z Misji Talapo (McIntosh County) dostał się do niewoli. Uskrzydleni sukcesami Indianie Guale w sile 400 ludzi zaatakowali na łodziach Misję San-Pedro-de-Mocama na wyspie Cumberland (Camden County).
Chcąc położyć kres rebelii, gubernator Gonzalo Mendez de Canzo wysłał w rejony walk 150 żołnierzy piechoty. Hiszpanie zniszczyli wioski i spichlerze Indian Guale, paląc zboża i niszcząc wszystkie łodzie, na które się natknęli. W rok po wybuchu walk (1598) podczas walki w wiosce Yfusinique (wyspa St. Simon) zabito przywódcę buntowników Juanillo. Jego skalp przesłano gubernatorowi Canzo w St. Augustine, ale okazjonalne starcia z Indianami Guale trwały jeszcze do roku 1601.
Kolejne mniejsze bunty Indian Guale miały miejsce w latach 1608 i 1645, jednak nie powstrzymały one znacząco procesu europejskiej kolonizacji ani działalności misyjnej w tej części hiszpańskiej Florydy.
Literatura
- Steven J. Oatis: A Colonial Complex: South Carolina's Frontiers in the Era of the Yamasee War, 1680-1730. University of Nebraska Press 2004, ISBN 0-8032-3575-5
- Rebecca Saunders: The Guale Indians of the Lower Atlantic Coast: Change and Continuity. In: Bonnie G. McEwan (ed.) Indians of the Greater Southeast: Historical Archaeology and Ethnohistory. University Press of Florida 2000, ISBN 0-8130-1778-5